# Komenda Rejonu Uzupełnień Tarnów

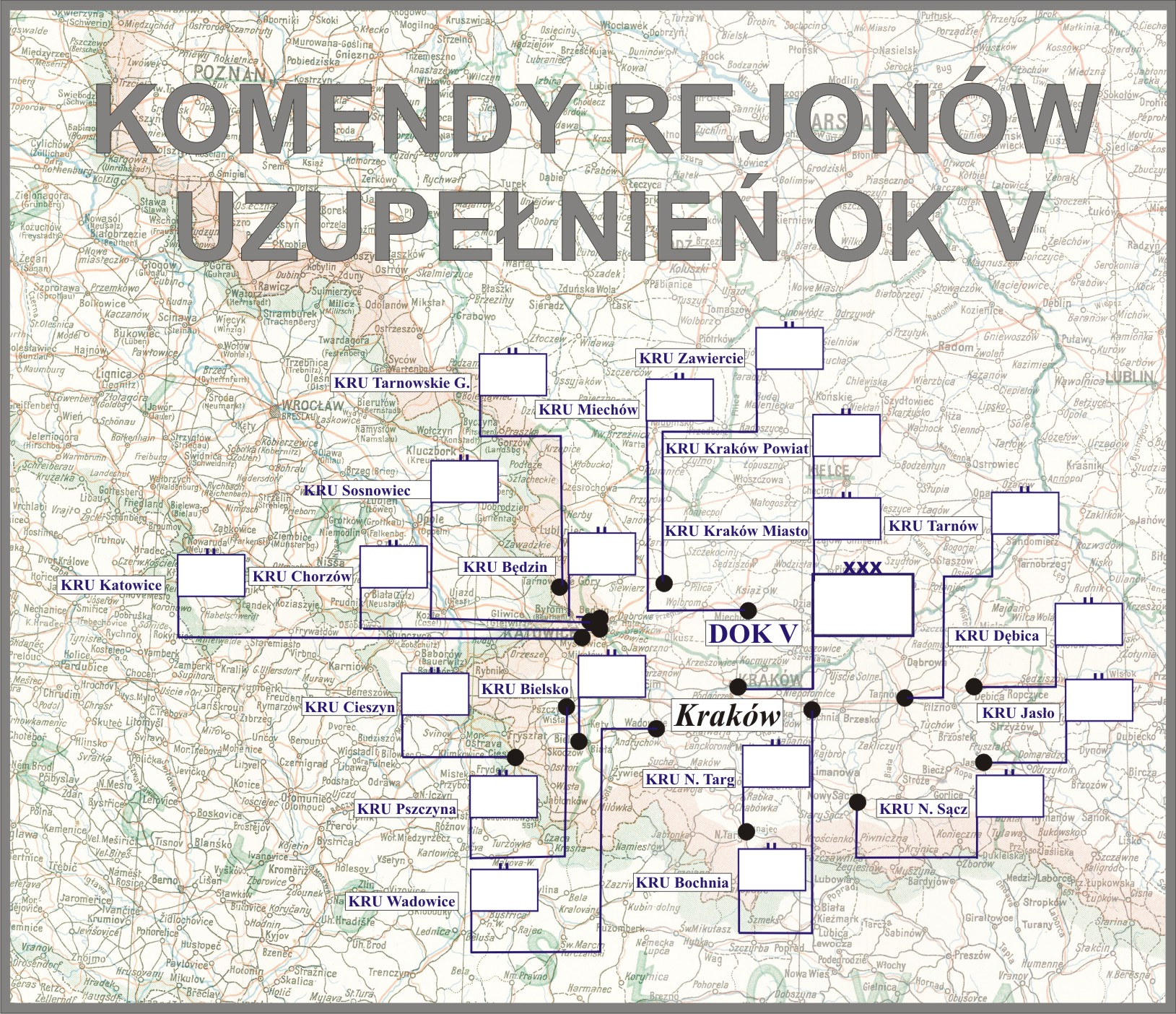
Komendy rejonów uzupełnień OK V

Komenda Rejonu Uzupełnień Tarnów (KRU Tarnów) – organ wojskowy właściwy w sprawach uzupełnień Sił Zbrojnych II Rzeczypospolitej i administracji rezerw w powierzonym mu rejonie.

## Historia komendy
27 grudnia 1918 roku kierownik Ministerstwa Spraw Wojskowych ustanowił XIX Powiatową Komendę Uzupełnień w Tarnowie obejmującą powiaty: tarnowski, dąbrowski, brzeski, bocheński, pilzneński, gorlicki, jasielski i grybowski. XIX PKU w Tarnowie została podporządkowana Okręgowej Komendzie Uzupełnień w Krakowie.
Komenda, jako władza zaciągowa pierwszej instancji realizowała zadania i wykonywała obowiązki wynikające z Tymczasowej ustawy o powszechnym obowiązku służby wojskowej, która weszła w życie 29 października 1918 roku. Ponadto komenda przejęła zadania dotychczasowych Głównych Urzędów Zaciągu do Wojska Polskiego w zakresie: przyjmowania zgłoszeń ochotników do wojska i agitacji werbunkowej, przyjmowanie podań o przyjęcie do wojska wnoszonych przez oficerów i żołnierzy byłych I, II i III Korpusów Polskich w Rosji oraz armii austriackiej, rosyjskiej i niemieckiej, przyjmowanie podań o przyjęcie do szkół podoficerskich i szkół podchorążych, a także przyjmowanie podań o przyjęcie na kursy żandarmerii.
Organami pomocniczymi i wykonawczymi PKU byli oficerowie ewidencyjni. Wspomniani oficerowie realizowali zadania PKU w powierzonym im powiecie. Każdy oficer ewidencyjny miał do pomocy jednego pisarza i jednego szeregowego (ordynansa kancelaryjnego).
4 maja 1919 roku minister spraw wojskowych dokonał reorganizacji władz zaciągowych na terenie Galicji, w ramach której dotychczasowa XIX PKU w Tarnowie została przemianowana na XVIII PKU i podporządkowana nowej Okręgowej Komendzie Uzupełnień w Krakowie. Od tego dnia XVIII PKU obejmowała swoją właściwością powiaty: tarnowski, dąbrowski, brzeski, pilzneński, ropczycki i mielecki. Powiaty gorlicki, jasielski i grybowski zostały przekazane w podporządkowanie XVII PKU w Nowym Sączu, natomiast powiat bocheński – XV PKU w Krakowie. Powiaty mielecki i ropczycki były dotychczas podporządkowane XXI PKU w Rzeszowie.
22 maja 1919 minister spraw wojskowych wprowadził w życie w Galicji zasadę „terytorialnego kompletowania pułków piechoty”. Zgodnie z tą zasadą PKU Tarnów została przydzielona do kadry 16 Pułku Piechoty, z którą miała utrzymywać ścisłą łączność. Uzupełnianie stanu osobowego 16 pp należało do wyłącznej kompetencji PKU. Przydzielenie komendy do pułku nie wpływało na to, że pozostawała nadal organem Ministerstwa Spraw Wojskowych, od którego miała otrzymywać ogólne wskazówki. Szczegółowe dyspozycje wydać miało komendzie Dowództwo Okręgu Generalnego.
24 maja 1919 minister spraw wojskowych przydzielił do PKU 16 pp powiaty: tarnowski, dąbrowski, brzeski, jasielski i pilzneński. PKU 16 pp ponownie został podporządkowany powiat jasielski, natomiast powiaty mielecki i ropczycki powróciły w podporządkowanie PKU 17 pp w Rzeszowie.
W czerwcu 1921 roku PKU 16 pp obejmowała swoją właściwością powiaty: tarnowski, dąbrowski, brzeski, jasielski i pilzneński.
Z dniem 15 listopada 1921 roku, po wprowadzeniu podziału kraju na dziesięć okręgów korpusów i wprowadzeniu pokojowej organizacji służby poborowej, PKU 16 pp została przemianowana na Powiatową Komendę Uzupełnień Tarnów i znalazła się na terenie Okręgu Korpusu Nr V. Okręg poborowy PKU Tarnów obejmował powiaty: tarnowski, dąbrowski i brzeski. Powiat pilzneński został włączony do okręgu poborowego PKU Rzeszów, a powiat jasielski – PKU Jasło w Sanoku.
Z dniem 1 czerwca 1922 roku została zlikwidowana gospoda inwalidzka przy PKU Tarnów.
18 listopada 1924 roku weszła w życie ustawa z dnia 23 maja 1924 roku o powszechnym obowiązku służby wojskowej, a 15 kwietnia 1925 roku rozporządzenie wykonawcze ministra spraw wojskowych do tejże ustawy, wydane 21 marca tego roku wspólnie z ministrami: spraw wewnętrznych, zagranicznych, sprawiedliwości, skarbu, kolei, wyznań religijnych i oświecenia publicznego, rolnictwa i dóbr państwowych oraz przemysłu i handlu. Wydanie obu aktów prawnych wiązało się z przejęciem przez władze cywilne (administracji I instancji) większości zadań związanych z przygotowaniem i przeprowadzeniem poboru. Przekazanie większości zadań władzom cywilnym umożliwiło organom służby poborowej zajęcie się wyłącznie racjonalnym rozdziałem rekruta oraz ewidencją i administracją rezerw. Do tych zadań dostosowana została organizacja wewnętrzna powiatowych komend uzupełnień i ich składy osobowe. Poszczególne komendy różniły się między sobą składem osobowym w zależności od wielkości administrowanego terenu.
Zadania i nowa organizacja PKU określone zostały w wydanej 27 maja 1925 roku instrukcji organizacyjnej służby poborowej na stopie pokojowej. W skład PKU Tarnów wchodziły trzy referaty: I) referat administracji rezerw, II) referat poborowy i referat inwalidzki. Nowa organizacja i obsada służby poborowej na stopie pokojowej według stanów osobowych L. O. I. Szt. Gen. 3477/Org. 25 została ogłoszona 4 lutego 1926 roku. Z tą chwilą zniesione zostały stanowiska oficerów ewidencyjnych.
12 marca 1926 roku została ogłoszona obsada personalna Przysposobienia Wojskowego, zatwierdzona rozkazem Dep. I L. 6000/26 przez pełniącego obowiązki szefa Sztabu Generalnego gen. dyw. Edmunda Kesslera, w imieniu ministra spraw wojskowych. Zgodnie z nową organizacją pokojową Przysposobienia Wojskowego zostały zlikwidowane stanowiska oficerów instrukcyjnych przy PKU, a w ich miejsce utworzone rozkazem Oddz. I Szt. Gen. L. 7600/Org. 25 stanowiska oficerów przysposobienia wojskowego w pułkach piechoty.
Od 1926 roku, obok ustawy o powszechnym obowiązku służby wojskowej i rozporządzeń wykonawczych do niej, działalność PKU Tarnów normowała „Tymczasowa instrukcja służbowa dla PKU”, wprowadzona do użytku rozkazem MSWojsk. Dep. Piech. L. 100/26 Pob.
W marcu 1930 roku PKU Tarnów nadal podlegała Dowództwu Okręgu Korpusu Nr V i administrowała powiatami: tarnowskim i dąbrowskim, natomiast powiat brzeski został podporządkowany PKU Bochnia. W grudniu tego roku PKU Tarnów posiadała skład osobowy typ III.
31 lipca 1931 roku gen. dyw. Kazimierz Fabrycy, w zastępstwie ministra spraw wojskowych, rozkazem B. Og. Org. 4031 Org. wprowadził zmiany w organizacji służby poborowej na stopie pokojowej. Zmiany te polegały między innymi na zamianie stanowisk oficerów administracji w PKU na stanowiska oficerów broni (piechoty) oraz zmniejszeniu składu osobowego PKU typ I–IV o jednego oficera i zwiększeniu o jednego urzędnika II kategorii. Liczba szeregowych zawodowych i niezawodowych oraz urzędników III kategorii i niższych funkcjonariuszy pozostała bez zmian.
1 lipca 1938 roku weszła w życie nowa organizacja służby uzupełnień, zgodnie z którą dotychczasowa PKU Tarnów została przemianowana na Komendę Rejonu Uzupełnień Tarnów przy czym nazwa ta zaczęła obowiązywać 1 września 1938 roku, z chwilą wejścia w życie ustawy z dnia 9 kwietnia 1938 roku o powszechnym obowiązku wojskowym. Obok wspomnianej ustawy i rozporządzeń wykonawczych do niej, działalność KRU Tarnów normowały przepisy służbowe MSWojsk. D.D.O. L. 500/Org. Tjn. Organizacja służby uzupełnień na stopie pokojowej z 13 czerwca 1938 roku. Zgodnie z tymi przepisami komenda rejonu uzupełnień była organem wykonawczym służby uzupełnień .
Komendant rejonu uzupełnień w sprawach dotyczących uzupełnień Sił Zbrojnych i administracji rezerw podlegał bezpośrednio dowódcy Okręgu Korpusu Nr V, który był okręgowym organem kierowniczym służby uzupełnień. Rejon uzupełnień nie uległ zmianie i nadal obejmował powiaty: tarnowski i dąbrowski.

## Obsada personalna
Poniżej przedstawiono wykaz oficerów zajmujących stanowisko komendanta Powiatowej Komendy Uzupełnień i komendanta rejonu uzupełnień oraz wykaz osób funkcyjnych (oficerów i urzędników wojskowych) pełniących służbę w PKU i KRU Tarnów, z uwzględnieniem najważniejszych zmian organizacyjnych przeprowadzonych w 1926 i 1938 roku.
Komendanci
- płk Czesław Szymiczek (od 27 XII 1918[4])
- płk piech. Maksymilian Marian Antoni Hoborski (1921[30][12] – III 1925 → inspektor poborowy DOK V[31])
- mjr kanc. Ryszard Zakrzewski[a] (IX 1925[33] – 1929 → stan nieczynny)
- ppłk piech. Antoni Matarewicz (III 1929[34] – 1 V 1932 → komendant PKU Wołkowysk[35])
- ppłk piech. Mieczysław Aleksander Krzywobłocki (od XII 1932[36], był w 1935, †27 IX 1944 Oflag VI B Dössel)
- mjr piech. Adam Jan Madej (1939[37])

Obsada pozostałych stanowisk funkcyjnych PKU w latach 1921–1925
- I referent – kpt. kanc. Józef Leopold Przybytniowski (1923 – II 1926 → kierownik I referatu)
- II referent – urzędnik wojsk. XI rangi / por. kanc. Julian Kania (1923 – II 1926 → kierownik II referatu)
- referent inwalidzki – urzędnik wojsk. IX rangi / kpt. kanc. Wacław Salacz (1923 – II 1926 → referent inwalidzki)
- oficer instrukcyjny – por. / kpt. piech. Tadeusz Żarek (V 1923[40] – III 1926[41] → 16 pp)
- oficer ewidencyjny na powiat brzeski – urzędnik wojsk. XI rangi / por. kanc. Ignacy Gadziński (1923 – 1924)
- oficer ewidencyjny na powiat dąbrowski
  - urzędnik wojskowy XI rangi Wawrzyniec Malanda (od I 1923[42])
  - urzędnik wojsk. XI rangi / por. kanc. Stanisław Piotr Ochab (od 23 V 1923[43])
- oficer ewidencyjny na powiat tarnowski
  - urzędnik wojsk. XI rangi / por. kanc. Józef Giebułtowski (1923 – 1924)
  - chor. Edward Wałaszkiewicz[b] (od II 1925)

Obsada pozostałych stanowisk funkcyjnych PKU w latach 1926–1938
- kierownik I referatu administracji rezerw i zastępca komendanta
  - kpt. kanc. Józef Leopold Przybytniowski (II 1926 – 1 X 1932[50] → kierownik kancelarii DOWar. „Wilno”)
  - kpt. piech. Józef Budzik (XII 1932[51] – VI 1938 → kierownik I referatu KRU)
- kierownik II referatu poborowego
  - por. kanc. Stanisław Piotr Ochab[c] (II 1926 – 1 IX 1932[54] → praktyka u płatnika 16 pp)
  - kpt. Edward Danikiewicz (od 15 VIII 1932[51]), †1940 Katyń[55]
- referent – por. kanc. Julian Kania (II 1926)
- referent inwalidzki – kpt. kanc. Wacław Salacz

Obsada pozostałych stanowisk funkcyjnych PKU w latach 1938–1939
- kierownik I referatu ewidencji – kpt. adm. (piech.) Józef Budzik †1940 Katyń[57]
- kierownik II referatu uzupełnień – kpt. adm. (piech.) Adam Olbrychtowicz †1940 Katyń[58]